# أمل (اسم)
أمل اسم علم مؤنث ومذكر عربي، ومعناه: التفاؤل، التأمل للحياة، البركة
وهو اسم علم شخصي مؤنث ومذكر، وله انتشار في العالم العربي،